# الحياة الباريسية
الحياة الباريسية (بالفرنسية:  Interior d'un Cafi)‏ وتكتب أيضا Interior d’Un Café والتي تعني حرفيا «داخل مقهى») وهي لوحة انطباعية رسمت بألوان زيتية على قماش عام 1892م من الرسام الفلبيني والناشط الثوري خوان لونا، يمتلك نظام خدمة التأمين الحكومي اللوحة حاليًا وتُعرض في المتحف الوطني للفنون الجميلة بعدما نقل صندوق التقاعد الحكومي إدارة مجموعته للمتحف الوطني في مارس 2012م.
تُعد لوحة الحياة الباريسية بقياساتها 57 سم × 79 سم (22 بوصة× 31 بوصة) واحدة من التحف الفنية التي صنعها لونا خلال فترة بقائه في باريس، فرنسا من عام 1884م وحتى 1893م، وكانت حياته الباريسية عبارة عن 8 سنوات، حيث تعرف تلك الفترة في حياة لونا المهنية باسم فترة ما بعد لأكاديمية أو بالفترة الباريسية حيث انتقل أسلوبه الفني فيها من «الألوان الداكنة الأكاديمية» وأصبحت «أفتح بشكل متزايد في اللون والطابع»، أصبح لونا مشهورًا كرسام لدى القارة الأوروبية و«معروفًا للبلاط الملكي الفرنسي والإسباني». قد شارك لونا خلال تلك الفترة بغض النظر عن براعته الفنية في حركة الدعوة الفلبينية مع خوسيه ريزال البطل الوطني للفلبين، غادر لونا باريس بعد إكماله للوحة الحياة الباريسية وتوجه إلى مدريد، إسبانيا وبعدها إلى مانيلا، الفلبين عام 1894م ليجتمع بريزال ود.أريستون باوتيستا لين ليقوم بدوره في الثورة الفلبينية وحرب الاستقلال عام 1896م.
كان على لونا خلال ذلك الوقت أن يتعامل مع موت طفلته الرضيعة ومع خيانة زوجته باز باردو دي تافيرا له مع طبيب فرنسي، قتل لونا زوجته وأمها بدافع الغيرة وكان أيضا يحاول أن يقتل أخيها، أدانت محكمة فرنسية على لونا بارتكابه «جريمة عاطفة» ولكن تمت تبرئته من التهم في السابع من فبراير عام 1893م.
تعتبر لوحة الحياة الباريسية آخر عمل رئيسي للونا خلال فترة ما بعد الأكاديمية وحياته في باريس لأنه منذ عام 1894م بدأ لونا بالسفر بكثرة فلم يستطع أن يرسم إلا بضع لوحات لمناظر الطبيعة في الفلبين، عندما عاد لونا لفرنسا عام 1898م أصبح عضوًا في الوفد في باريس ليمثل الحكومة الثورية الفلبينية المكلفة بالعمل على الاعتراف الدبلوماسي بالفلبين كجمهورية مستقلة، توفي لونا في هونغ كونغ عام 1899م أثناء عودته إلى الفلبين.

## الوصف
لوحة الحياة الباريسية والتي رُسمت قبل سبتمبر 1892م ببضعة شهور وهو وقت كان عالقًا فيه بسبب أحداثه المأساوية "والتي قادت إلى "طريق بطولي"، تعطي لوحة الحياة الباريسية طابعًا مرحًا وجوًا مريحًا والذي لا ينبئ بما سيحدث لحياة لونا الشخصية لاحقًا، تصور اللوحة مشهدًا داخل مقهى لامرأة تعرف بكونها مومس أو بأنها عاهرة وهي تمثل (الأنوثة الساقطة) والتي كانت على وشك النهوض من الأريكة مظللةً ثلاثة رجال في أقصى الزاوية اليسرى من اللوحة، تظهر المرأة بفستان بنفسجي فاتح وقبعة مزينة بالأزهار وأمامها زجاجتان من الجعة وكوب جعة فارغ ليظهر أنها كانت بصحبة مجموعة من الرجال، مثلت لوحة الحياة الباريسية لمحة من حياة لونا في عاصمة فرنسا حيث كان برفقة اثنان من رفاقه المقربين.
يصور المشهد اجتماع ثلاث شخصيات مهمة وأبطالًا في التاريخ الفلبيني أثناء نقاشهم حول الفلبين قبيل «الأحداث المصيرية» خلال فصل الربيع في باريس، كان الرجال الثلاثة يرتدون الزي الأوروبي -القبعات الرسمية والمعاطف- وعلى يسار الصورة نرى لونا بنفسه وخوسيه ريزال وأريستون باوتيستا لين والذي كان في «بعثة» في أمسية عابرة داخل مقهى يُعتقد بأنه اسمه «ماكسيمز»، وصف الرجال الذين يبدون واثقين جدًا بأنفسهم خلال استمتاعهم بوقتهم في المقهى بأنهم رجال من الفلبين «اعتنقوا الحياة الغربية مع بقاء محبتهم للوطن في قلوبهم»، يظهر ريزال في اللوحة بظهره ملفتًا قليلا ولونا جالسا في المنتصف ويبدو بمزاج جيد ويجلس لين في المكان الأقرب للسيدة في اللوحة ويظهر بكونه الشخص ذو «التعبير الأكثر إشراقا» من بين الرجال الثلاثة الذين يرمقون السيدة بنظرات فضولية، تم تعزيز أجواء اللوحة الحميمية عن طريق وضع تفاصيل القبعة والرداء المهملان والكرسي المسحوب والمعطف على الأريكة،  وفقًا لإريك زيرودو مدير متحف خدمة نظام التأمين الحكومي في درسه خلال معرض سوق إس أم والذي امتد لأسبوع واحد فإن المرأة في لوحة الحياة الباريسية تمتلك «شبهًا جغرافيًا» للصورة المعكوسة عن أرخبيل الفلبين، وزيادةً على ذلك ذكر زيرودو أن المرأة لديها رقبة داكنة اللون وكان موضع رأسها عند إطار النافذة مما ينتج لنا تأثيرًا بأن هناك «قرنًا يخرج منها»، تُظهر الرقبة الداكنة وإطار النافذة وكأن المرأة مخنوقة، وذلك لإيصال رسالة مفادها أن الفلبين كانت تحت الضغط.
لم تجسد لوحة الحياة الباريسية «الأفكار غير الملموسة للوعي الوطني الفلبيني» كعمل فني ثقافي وتاريخي فحسب بل وأيضا موهبة لونا كرسام، تثبت لوحة الحياة الباريسية أن لونا فنان «لا يكل من رسم النساء»، وتثبت أيضًا أن لونا كان «مشاهدًا مندفعًا للجنس الأجمل» كرسام لديه «عين جيدة»  لينظر إلى «السيكولوجيا الصعبة» للنساء، وكرسام ذو«بصيرة دقيقة» لهشاشة النساء وقوتهن وسعادتهن وهيبتهن، أثبتت لوحة الحياة الباريسية أيضا أن لونا كان دقيقًا وماهرًا في التقاط لحظة عابرة من الحياة العادية والتي كان بإمكانه أن يشربها أفكارًا «شخصية ومشاعر عالمية».

## التوثيق والعرض
كان أريستون باوتيستا لين وعائلته المالكين الأصليين للوحة، تم تضمين لوحة الحياة الباريسية  قبل عرضها في مزاد كريستي العلني في هونغ كونغ في الصفحة 147 من كتاب سانتياغو البانو بيلار والمسمى «خوان لونا الفلبيني كرسام» والذي تم نشره في 1980م، تم نشر كتاب بيلار من قبل مؤسسة إيجينيو لوبز، نسخ بيلار نسخةً للوحة من مجموعة لويس أرانيتا، تم عرض لوحة الحياة الباريسية بعدما أكملها لونا مرة واحدة فقط للعامة في معرض أقيم عام 1904م في معرض سانت لويس العالمي في الولايات المتحدة حيث فازت اللوحة بميدالية فضية. أعطى كريستي اللوحة بعيدًا عن كونها حاملة شهادة من معرض سانت لويس العالمي سعرًا تقديريا يبلغ 1,800,000 دولار هونغ كونغ - 2,000,000 دولار هونغ كونغ أي ما يعادل 231,921 دولار - 257,690 دولار، بغض النظر عن السعر المقدر قد اشترى متحف جي إس أي إس الذي تملكه الحكومة الفلبينية ومنظمة مداره اللوحة من مزاد كريستي في هونغ كونغ في أكتوبر عام 2002م بسعر 870,000 دولار (45,4 إلى 46 مليون بيسو فلبيني), قام متحف جي إس أي إس بجولة للوحة لونا «الحياة الباريسية» حول الفلبين بعد حصوله عليها من مزاد كريستي، وكانت وجهتها النهائية في متحف جامعة سانتو توماس للفنون والعلوم (أقدم متحف في الفلبين) حيث كانت هناك لوحتان اُخريان للونا تشكلان جزءًا من المجموعة الفنية للجامعة، ألا وهما «بلايا دي كاماكورا (خليج كاماكورا)» و «الجندي الإيطالي».

## روابط خارجية
لوحات أخرى للونا على flickr.com
أو رسمها الفنان الفلبيني والناشط...... بألوان زيتية
[هدى 2]painter
[هدى 3]أدوات ربط و/حيث/.....
[هدى 4] التركيب، حيث انتقل أسلوبه الفني فيها
[هدى 5]حذف المسافة بين أداة الربط والكلمة
[هدى 6]royal courts
[هدى 7]انتهت الجملة نقطة
[هدى 8]قد شارك
[هدى 9]أداة ربط
[هدى 10]ترجمة حرفية
[هدى 11]ليس نية فقط بل حاول attempted  
[هدى 12]جريمة القتل، التهم
[هدى 13]أصبحًا عضوًا وليس كعضو
[هدى 14]في
[هدى 15]ترجمة حرفية، أثناء عودته
[هدى 16]وهو الوقت الذي كان عالقًا فيه بسبب أحداثه المأساوية/الأحداث المأساوية 
[هدى 17] The Parisian Life لوحة الحياة الباريسية
تتميزبـ...
[هدى 18]the slightest hint
[هدى 19]of the tumultuous happenings
[هدى 20]courtesan  مومس
[هدى 21]Apart from the prominent
[هدى 22]belying
[هدى 23]portrayed ماضي
مثلت/ صورت/ عرضت
[هدى 24]while accompanied ماضي
بينما/ حينما/ حيث كان برفقة صديقين مقربين
[هدى 25]painted
[هدى 26]مهمة
[هدى 27]تاريخ الفلبيني
[هدى 28]وكان الرجال الثلاثة يرتدون....
[هدى 29]who were
[هدى 30]في مقهى
[هدى 31]بأن اسمه
[هدى 32]وصف بدون تم
[هدى 33]
[هدى 34]الذين كانوا مفعمين بالثقة
[هدى 35]أثناء استمتاعهم بالوقت/ أثناء عيشهم اللحظة
[هدى 36]هم ليسوا رجال من الفلبين بل فلبينيين
[هدى 37]محبة
[هدى 38]وطنهم
[هدى 39]. وكان
[هدى 40]وكان لين يجلس بالقرب من....
[هدى 41]characterized
[هدى 42]كانوا برمقون...
[هدى 43]و عُززت.....
[هدى 44].
[هدى 45]
[هدى 46]كانت مدته...
[هدى 47]بظهور/
[هدى 48] قرون استشعار من الرأس
[هدى 49]was being strangled ماضي
[هدى 50]اللطيف
[هدى 51]ورسام ذو نظرة ثاقبة
[هدى 52]تمكنه من معرفة....
[هدى 53]تحذف لتصبح الجملة
[هدى 53]ورسامًا ذو نظرة ثاقبة تمكنه من معرفة السيكولوجيا......و معرفة هشاشة النساء.....
[هدى 54]و
[هدى 55]was featured on page 147
[هدى 56]entitled
[هدى 57] [هدى 57]تحذف، ونشرت مؤوسسة إيجبنيو كتاب بيلار في عام 1980.....
[هدى 58]reproduced the copy
[هدى 59]الجمهور
[هدى 60].
[هدى 61]تحذف
[هدى 62]لقد اشترى
[هدى 63]controlled corporation